# Rivonia-Prozess
Der Rivonia-Prozess (englisch Rivonia (Treason) Trial, offiziell The State versus The National Command, später The State versus Nelson Mandela and others) war ein Gerichtsprozess von Oktober 1963 bis Juni 1964 in Pretoria, Südafrika. Er ist nach Rivonia benannt, einem Vorort von Johannesburg, in dem sieben der Verurteilten bei einer Razzia festgenommen worden waren.
Der Prozess richtete sich gegen Mitglieder von Umkhonto we Sizwe (MK), dem militärischen Arm des African National Congress (ANC). Sie waren Widerstandskämpfer gegen das Apartheidsregime, die sich für Freiheit und Gleichberechtigung einsetzten. Die Rechtsgrundlage des Prozesses bildeten der Sabotage Act General Laws Amendment Act (Act No. 76 / 1962) und der Suppression of Communism Act aus dem Jahr 1950. Die ursprüngliche Anklage lautete auf Sabotage, Umsturzversuch und kommunistische Aktivitäten.

## Vorgeschichte
1960 wurden die Aktivitäten des ANC untersagt. 1961 wurde als bewaffneter Arm des ANC der MK gegründet, dem zahlreiche ANC-Führer angehörten. Der MK wurde von der South African Communist Party mitgetragen, die bereits seit 1950 verboten war. Die Anführer des MK mussten im Untergrund operieren. Als Treffpunkt erwarben die Kommunisten Arthur Goldreich und Harold Wolpe die Liliesleaf Farm in Rivonia. Am 11. Juli 1963 wurden die dort anwesenden MK-Führer verhaftet. Dabei fiel den Behörden ein Strategieplan, Operation Mayibuze, in die Hände. Nelson Mandela war bereits am 5. August 1962 verhaftet worden. 
Goldreich gehörte zu den in Rivonia verhafteten Männern. Wolpe war einige Tage nach der Verhaftung von Rivonia an der Grenze zu Betschuanaland – dem späteren Botswana – festgenommen worden. Mosie Moolla und Abdulhay Jassat vom Natal Indian Congress waren an einem anderen Ort verhaftet worden. Den vier Männern gelang vor Beginn des Prozesses die Flucht ins Ausland, nachdem sie einen Gefängniswärter bestochen hatten. Südafrikanische Agenten sprengten in Betschuanaland ein Flugzeug in die Luft, das Goldreich und Wolpe die Flucht nach Tanganjika ermöglichen sollte. Sie hatten aber ein anderes Flugzeug gewählt. Der Jurist und Antiapartheidkämpfer Bob Hepple war ebenfalls verhaftet worden. Er stellte sich pro forma der Staatsanwaltschaft als Belastungszeuge zur Verfügung, woraufhin er freigelassen wurde. Bevor er vor Gericht aussagen musste, gelang ihm ebenfalls die Flucht ins Ausland.
Andrew Mlangeni und Elias Motsoaledi waren bereits vor dem 11. Juli 1963 festgenommen worden.  
Die Verhafteten wurden anfangs in Isolationshaft gehalten. Erst am 7. Oktober 1963, zwei Tage vor der Verkündung der Anklage, durften sie mit ihren Verteidigern sprechen.

## Angeklagte
Zu den elf Angeklagten gehörten vor allem führende ANC-Mitglieder und Vertreter der SACP, teilweise in Personalunion. Nelson Mandela („Angeklagter Nr. 1“), Walter Sisulu („Angeklagter Nr. 2“), Govan Mbeki, Raymond Mhlaba und Ahmed Kathrada gehörten zum engeren Führungszirkel des ANC und des MK, wobei Sisulu, Mbeki, Mhlaba und nach Angaben der SACP auch Mandela zugleich SACP-Mitglied waren. Denis Goldberg, Lionel Bernstein und Bob Hepple gehörten der SACP an. Andrew Mlangeni und Elias Motsoaledi waren ANC-Mitglieder, ohne zur engeren Führung zu gehören, während James Kantor weder dem ANC noch der SACP angehörte. Er hatte zuvor mit seinem Schwager Wolpe eine Anwaltskanzlei geführt, war aber nicht im Widerstand aktiv. Daneben wurden auch die Rechtsanwaltskanzlei Kantor and Partners und die Führung des MK angeklagt.

## Verteidiger
Die Verteidigung von neun der Angeklagten – ohne Hepple und Kantor – wurde von Bram Fischer geleitet. Ihm standen Joel Joffe, Harry Schwarz, Vernon Berrangé, George Bizos und Arthur Chaskalson zur Seite.

## Ankläger
Ankläger war die Republik Südafrika, vertreten durch Percy Yutar, stellvertretender Generalstaatsanwalt von Transvaal.

## Richter
Vorsitzender Richter war Quartus de Wet, Gerichtspräsident von Transvaal.

## Verlauf
Der Prozess fand im Palace of Justice („Justizpalast“) in Pretoria statt, dem Obersten Gerichtshof des Landes. Die Anklageschrift wurde den Angeklagten zum Prozessauftakt am 9. Oktober 1963 vorgelesen. Da sie keine Zeit hatten, sich mit ihren Anwälten darauf vorzubereiten, wurde der Prozess drei Wochen lang unterbrochen. Am 29. Oktober trat das Gericht erneut zusammen. Die Anklage wurde von der Verteidigung als ungenau und fehlerhaft angefochten. Der Richter de Wet hob daher die Anklage auf, die Angeklagten wurden aber sofort wieder verhaftet und eine neue Anklageschrift vorbereitet. Sie lautete nun auf 
- Rekrutierung junger Menschen zur Sabotage und zum Guerillakrieg mit dem Ziel, eine gewalttätige Revolution zu starten
- Planung der Unterstützung ausländischer Militäreinheiten für eine Invasion, um eine kommunistische Revolution zu unterstützen
- Bemühungen zur Beschaffung von Geldmitteln aus dem Ausland für eine Revolution.[10]

Das eigentliche Verfahren begann am 26. November 1963. Alle Angeklagten plädierten auf „nicht schuldig“ und erklärten, dass stattdessen der Staat auf der Anklagebank sitzen solle.
Hauptbelastungszeuge der Anklage anstelle Bob Hepples war Bruno Mtolo, ehemaliges MK-Mitglied, genannt „Mr. X“, der an mehreren Anschlägen des MK beteiligt gewesen war. Der Plan Operation Mayibuze wurde von der Anklage als belastendes Material vorgebracht. Darin war unter anderem ein militärisches Eingreifen aus dem Ausland erwogen worden.
Alle Angeklagten außer Kantor und Hepple hatten eine gemeinsame Verteidigungsstrategie. Kantor wurde vorzeitig auf freien Fuß gesetzt, da ihm keine Tatbeteiligung nachzuweisen war. 
Percy Yutar forderte in seinem Plädoyer die Todesstrafe für alle verbliebenen Angeklagten außer Bernstein. 
Am 20. April 1964, dem letzten Prozesstag vor der Urteilsverkündung, hatten die Angeklagten das Wort. Mandela begründete in seiner vierstündigen, vorbereiteten Rede ausführlich die Notwendigkeit des bewaffneten Kampfes, weil die Regierung weder auf Appelle noch auf den gewaltlosen Widerstand der nicht-weißen Bevölkerung in ihrem Bestreben nach Gleichbehandlung eingegangen sei und stattdessen immer repressivere Gesetze erlassen habe. Sein Beitrag wurde in der Rand Daily Mail und später unter dem Titel I am Prepared to Die weltweit veröffentlicht. Es war seine letzte öffentliche Rede vor seiner langen Haftzeit. 

## Urteil
Zwei Tage vor der Urteilsverkündung appellierte der Weltsicherheitsrat an die südafrikanische Regierung, den Prozess zu beenden und die Angeklagten freizulassen. Vier Länder, darunter die USA und das Vereinigte Königreich, enthielten sich bei der Abstimmung.
Acht der Angeklagten wurden am 11. Juni 1964 schuldig gesprochen, Bernstein freigesprochen. Anschließend hielt der Anwalt Harold Hanson ein Plädoyer für eine mildere Strafe. Auch Alan Paton, Präsident der Liberal Party of South Africa, bat vor Gericht darum, die Todesstrafe nicht zu verhängen. 
Am 12. Juni 1964 wurden die verbliebenen acht Angeklagten zu lebenslanger Haft verurteilt.  
Sieben der Verurteilten, Kathrada, Mandela, Mbeki, Mhlaba, Mlangeni, Motsoaledi und Sisulu, wurden auf die Gefängnisinsel Robben Island im Atlantik vor Kapstadt gebracht, wo sie bis in die 1980er Jahre blieben. Denis Goldberg, der einzige Weiße der Gruppe, der zu lebenslanger Haft verurteilt worden war, verbrachte seine Strafe im Zentralgefängnis von Pretoria (Pretoria Central Prison), damals der einzige Hochsicherheitstrakt für weiße politische Gefangene in Südafrika. Goldberg wurde 1985 aus der Haft entlassen. Die übrigen Verurteilten verbüßten ihre Haftstrafe bis 1987 (Mbeki), 1989 (Sisulu, Mhlaba, Kathrada, Motsoaledi, Mlangeni) bzw. 1990 (Mandela). Erst 1990, im Zuge der Abschaffung der Apartheid, wurden die Angeklagten offiziell rehabilitiert.

## Filme
- Der Rivonia-Prozeß. Zweiteiliges Dokumentarspiel des ZDF, 1966, 2 × 75 Min., Regie: Jürgen Goslar, Darsteller: Jürgen Goslar, Nino Korda, Bert Fortell, Brian O’Shaughnessy[14]
- Angeklagt: Nelson Mandela. Der Rivonia-Prozess. Dokumentation und Doku-Drama, Dänemark, Deutschland, Großbritannien, Südafrika, 2004, 52 Min., Buch und Regie: Pascale Lamche, Produktion: ZDF[15]
- Der Staat gegen Mandela und andere. Dokumentarfilm, Regie: Nicolas Champeaux. Frankreich, 2018. 103 Min.[16]